# Sandro von Lorsch

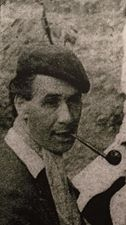
Sandro von Lorsch 1954

Sandro von Lorsch (während des Dritten Reiches  auch Heinz Lorsch, Sandor Lorsch; * 18. August 1919 in Hamburg; † 17. Februar 1992 ebenda) war ein deutscher Maler des späten Expressionismus. 

## Leben
Sein Vater war Graf Willy Walther von Lorsch, seine Mutter die adlige Spanierin Bobilla Josefina Rothe de Gomez. Von Lorsch wuchs im Hamburger Stadtteil Nienstedten auf, im Nettelhof 19, der zum Jenischpark führt. Sein Vater war sein erster Lehrer. Die Familie reiste häufig in Europa, so nach Frankreich, Spanien, Ungarn, Österreich und nach Norditalien. Schon als Junge malte er Ölbilder, von denen noch einige mit Motiven aus den Alpen, Venedig und Pommern existieren. Ein Jahr lang war er an der Akademie für Bildende Künste in Dresden eingeschrieben, sein erster und einziger offizieller Lehrer war der bekannte Restaurator Otto Klein. 1936 wurde er in Hamburg von der Gestapo verhaftet und misshandelt, nachdem er mit Freunden an einem Boot auf der Alster den britischen Union Jack gehisst hatte, wobei er einen Kieferbruch erlitt, seine Bilder wurden konfisziert. Sein Vater wurde wegen angeblichen Hochverrats (Kontakte zu Adelshäusern in Europa) deportiert und erschlagen. Von Lorsch floh über Prag, wo er Oskar Kokoschka erstmals begegnete, nach Ungarn. Dort erhielt er einen ungarischen Pass, den er auch nach dem Zweiten Weltkrieg noch länger benutzte. Er floh weiter über Paris nach England, wo er Übersetzer für die britische Armee wurde. Nach einem oft unsteten Leben mit fünf Ehen starb er 1992 an einer Nierenbeckenentzündung.

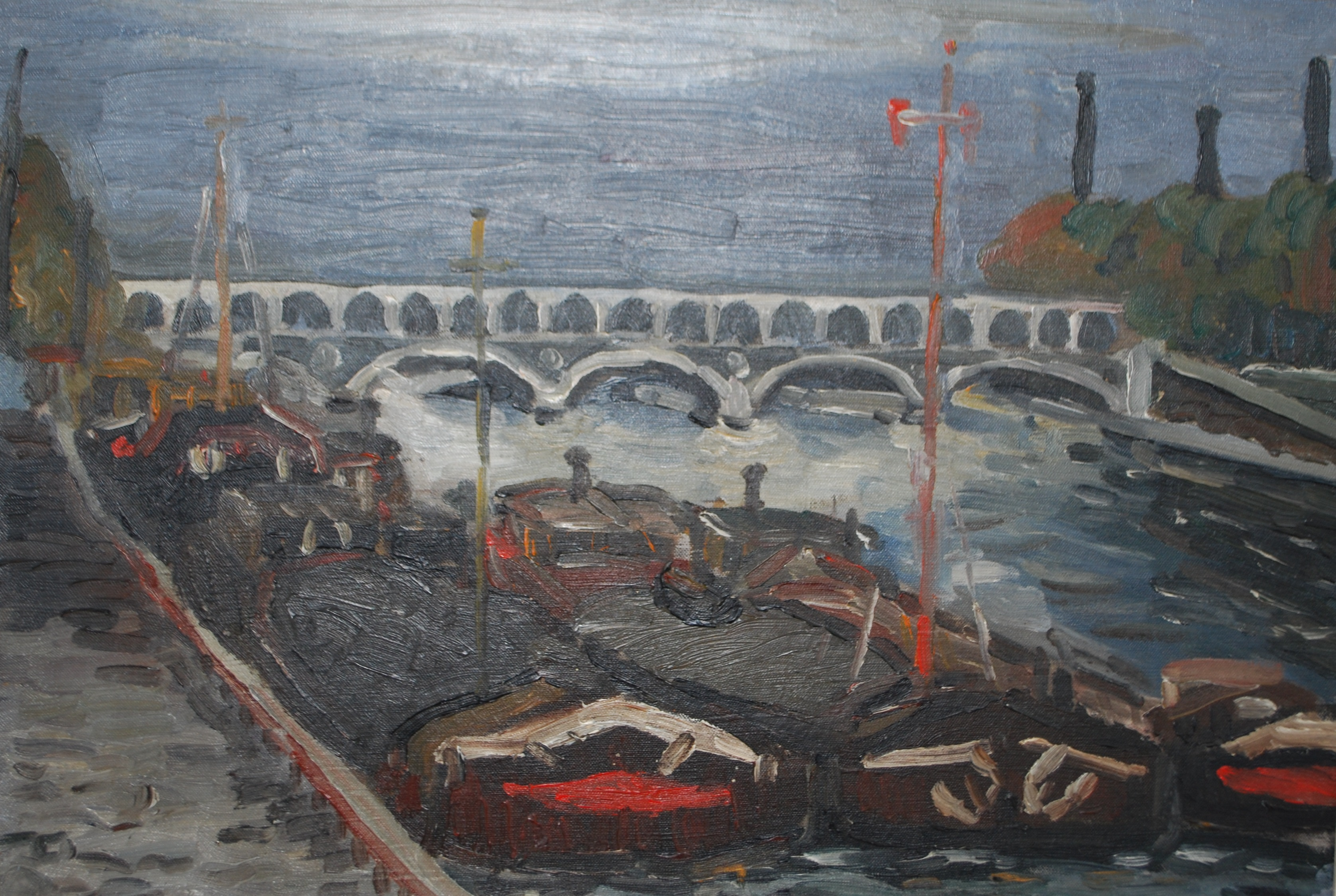
Kohlekähne mit Kraftwerk Paris Sud, 1938
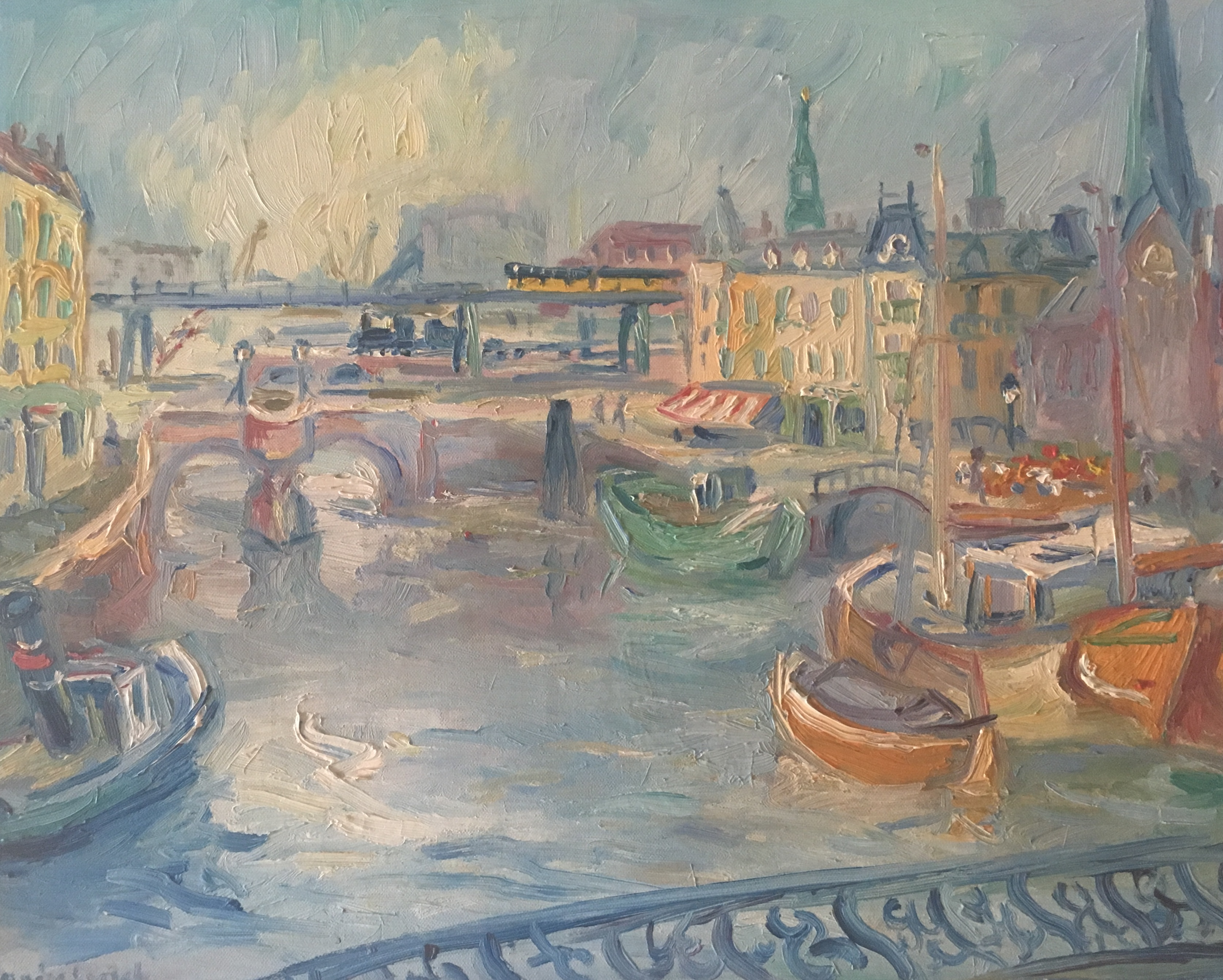
Hamburg-Hammerbrook vor der Zerstörung im Krieg, 1943
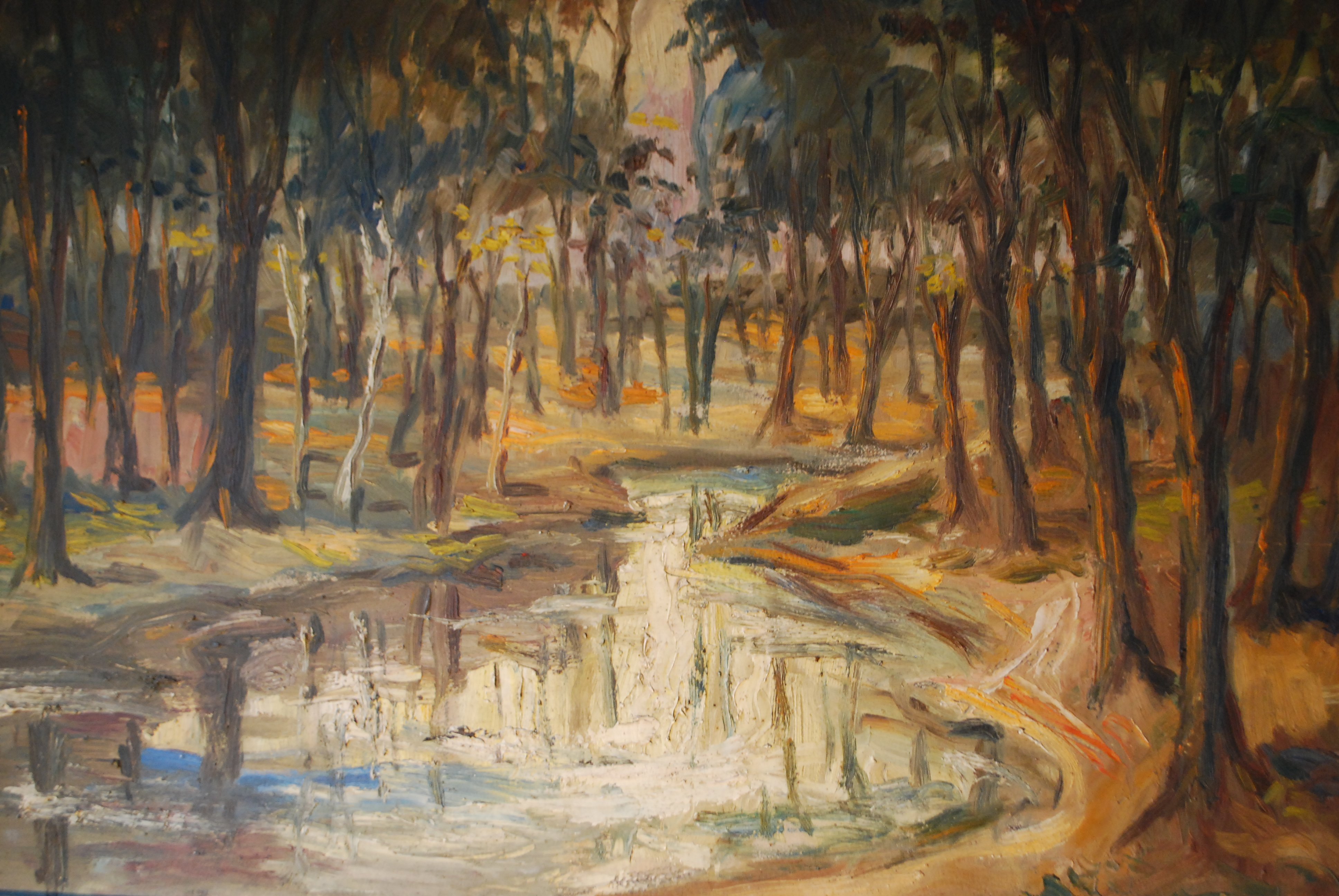
Die Bille bei Aumühle, 1945
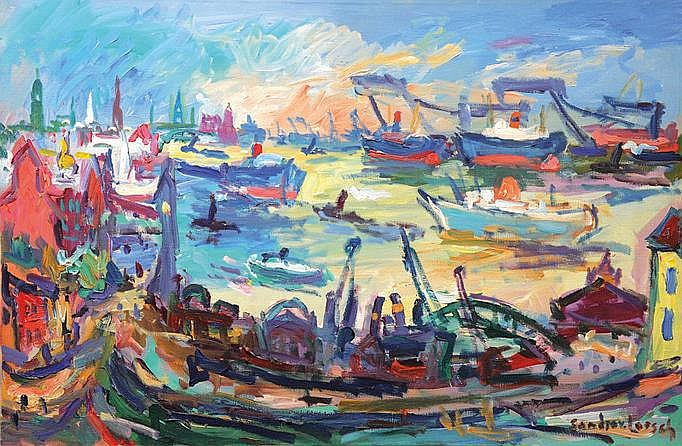
Hamburger Hafen vom Fischmarkt mit Portugiesenviertel, 1962
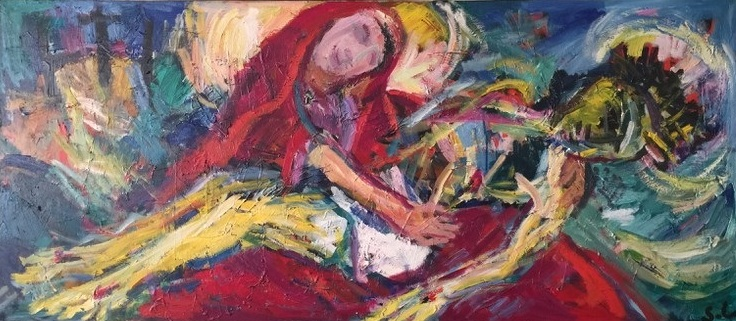
Maria und Engel mit Gebeinen Jesu vor Golgatha, um 1970
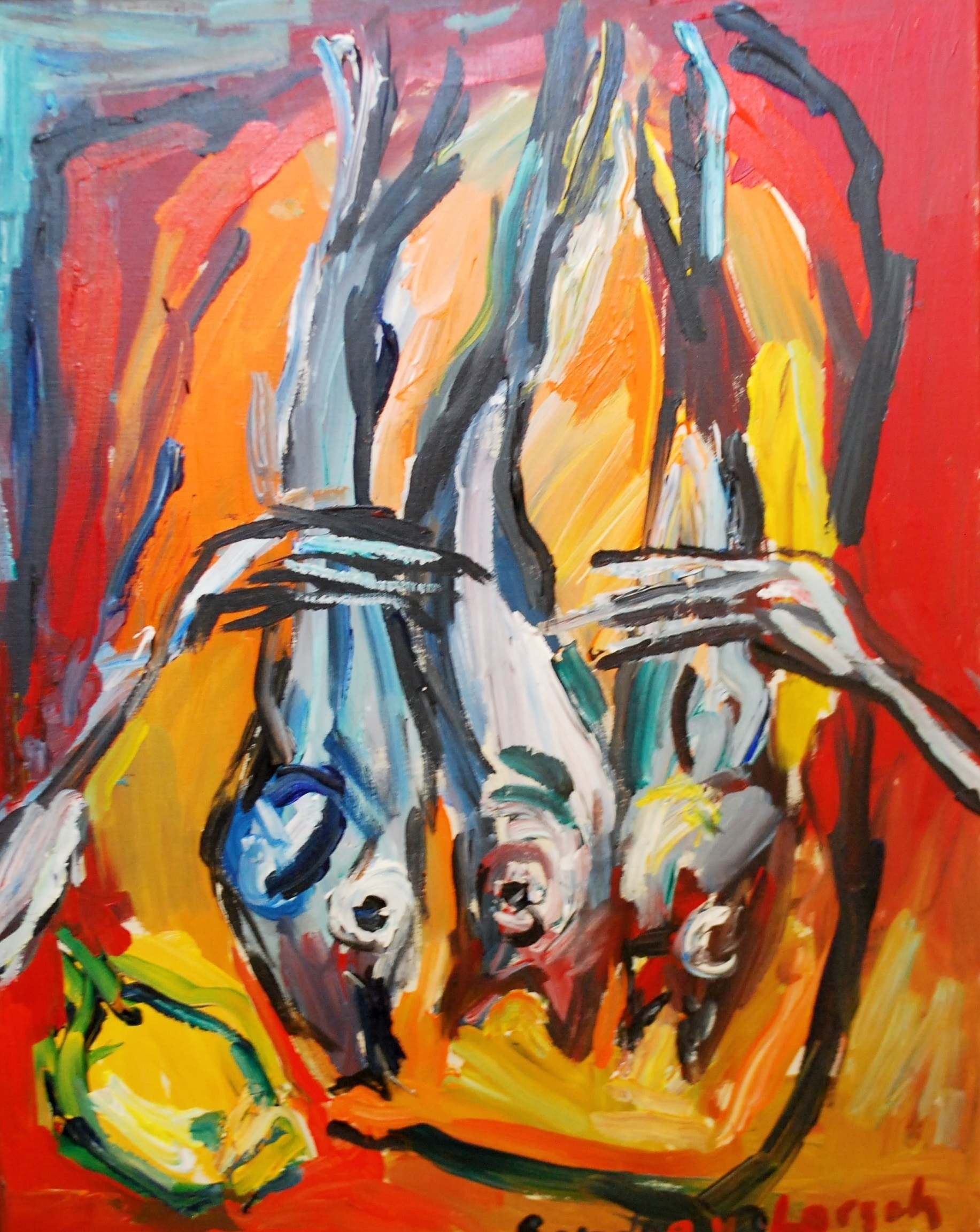
Gemälde nach dem Vorbild Chaim Soutines, um 1970
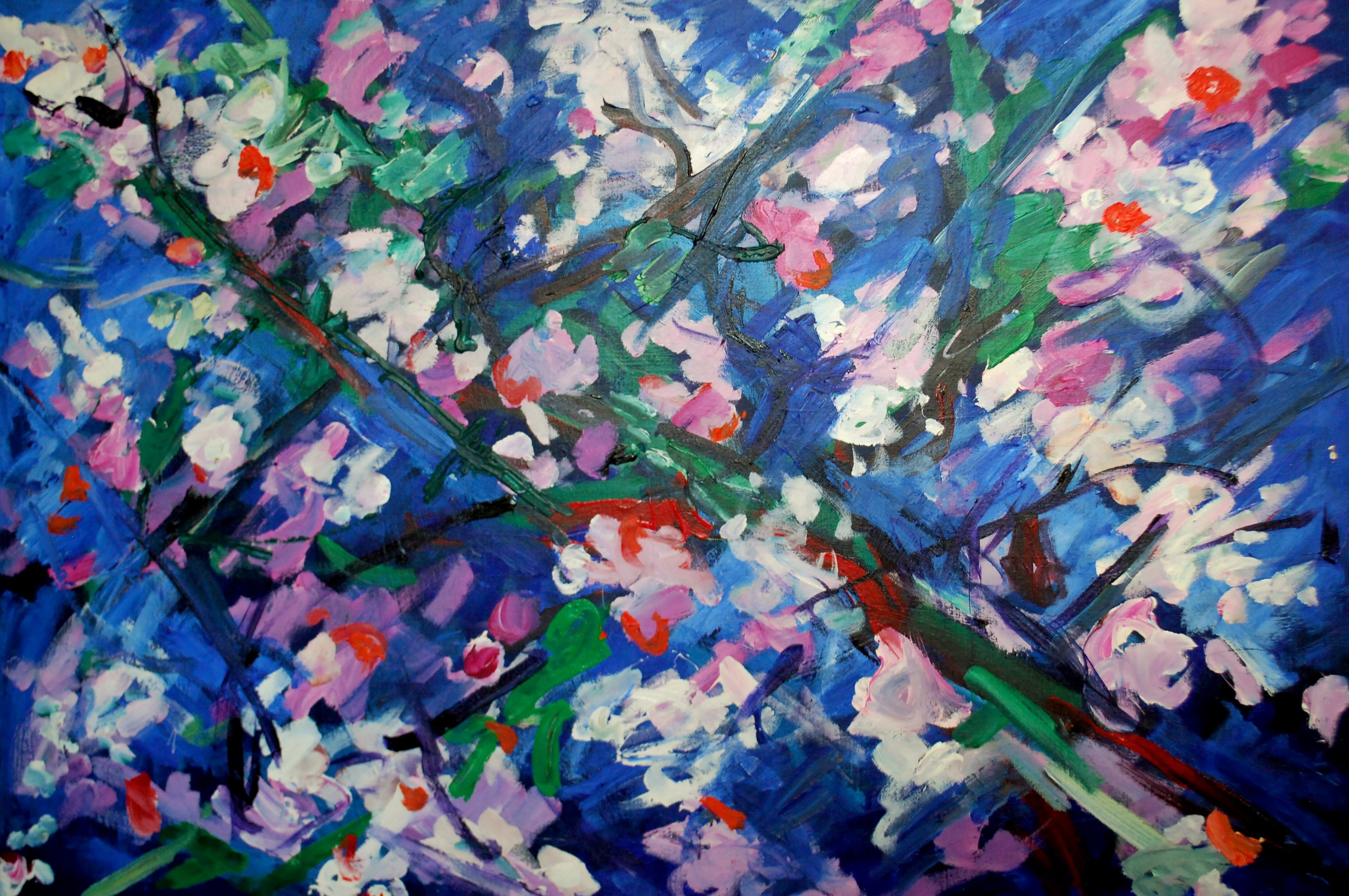
Kirschblüte, um 1980

## Werk
Ab 1945 lebte von Lorsch im Osten Hamburgs (Wentorf und Reinbek) und belieferte Hamburger Galerien und Sammler mit zahlreichen Gemälden, darunter Industrielle, Akademiker und Kaufleute. Seine Bilder, meist in Öl, seltener Kohlezeichnungen, Aquarelle oder in Ölkreide, sind deutlich als expressionistisch einzustufen, beeinflusst vom französischen Fauvismus, namentlich Pierre Bonnard, Maurice de Vlaminck und Chaim Soutine, die er vor dem Krieg kennengelernt hatte. Allerdings sind seine frühen Gemälde meist vergleichsweise realistisch gehalten, erinnernd an die Malerei der französischen Moderne wie etwa Paul Cèzannes, Armand Guillaumines oder Camille Pissaros.
In den späten 1950er Jahren zog er wieder in Hamburgs Westen und malte besonders in der Umgebung von Blankenese, aber auch südlich der Elbe bei Hittfeld, Stade und in den Mooren. In dieser Zeit lernte er Karl Schmidt-Rottluff kennen und malte mit ihm an der Ostsee und im Tessin, wo man auch den Malerfreund Hans Purrmann verschiedentlich traf. Er traf auch Kokoschka wieder und malte mit diesem im Hamburger Hafen und in Bremen. Er war zudem mit Max Pechstein bekannt, schloss sich aber nie einer Künstlervereinigung an. Um 1960 herum erzielten seine Bilder teilweise Preise in deutlicher fünfstelliger Höhe (Versteigerung Schwabroh) und er stellte in bekannten Galerien wie Commeter aus.
Malte er in jungen Jahren mehr Landschaften, wurden es dann Stadtlandschaften: London, Brügge, Paris, Mailand und besonders Hamburg, aber auch Kleinstädte wie Reinbek, Bergedorf, Mölln, Büsum, Andernach, Zell am See und Montagnola sowie Sylt und die norddeutschen Halligen. Zuletzt, bis zu seinem Tode, lebte er im Hamburger Stadtteil Winterhude im Leinpfad 27, wo viele Bilder mit Motiven rund um die Außenalster entstanden.
Von Lorsch malte auch zahlreiche Porträts von Mäzenen und deren Familien sowie von Künstlern, wie der Schauspielerin Tilla Durieux, der Chansonsängerin Alexandra oder Karl Schmidt-Rottluff. Es entstanden zudem großflächige Werke mit biblischen Motiven.
In den 1970er Jahren, nach einer Reise in die USA und der Begegnung mit dem Abstrakten Expressionismus, den er schon 1972 bewunderte, wurden seine Bilder zunehmend abstrakter und schließlich scheinbar gänzlich gegenstandslos.
Er stellte zu Lebzeiten in einer Reihe von Galerien besonders in Hamburg aus, aber auch in London, Worpswede und Lugano. 2014 wurden erstmals seit seinem Tode über 40 seiner Gemälde im Reinbeker Schloss gezeigt, davon einige publiziert. Das Salisbury-Museum, das Sprengel-Museum in Hannover und die Kunsthalle Bremen sind im Besitz einiger seiner Bilder. Bisher wurden über 730 seiner Bilder registriert, zumeist bei Sammlern, einige aber auch bei Institutionen wie dem Hamburgischen Anwaltverein, der Hafenlotsenbrüderschaft Hamburg, dem Verband Nordmetall und dem Heiligen-Geist-Hospital zu Lübeck. Das Museum Ludwig in Köln hat in seinem Archiv ein Dossier über den Künstler angelegt, in dem Dokumente gesammelt werden.